# Червоний Сінд
«Червоний Сінд» — філателістична назва першої стандартної поштової марки провінції Сінд (Британська Індія) 1852 року. Перша марка на азіатському континенті.

## Опис
Номінал ½ анни. Марка опукла, яскраво-червоного кольору, кругла. Для її друку використовувалися невеликі облатки з клеєм, що застосовувалися як підкладка для сургучного друку та для склеювання листів. У центрі марки розміщено традиційний товарний знак Ост-Індської компанії, поділений на три сегменти. Усередині них три літери «EIC» (англ. «East India Company»), зверху цифра «4» (чотири сторони світу), знизу — номінал марки ½ анни. Емблему оточує стягнутий пряжкою пояс із написом англ. «Scinde District Dawk» («Пошта округу Сінд»). Слово «Dawk» означає «доставка пошти естафетним шляхом».

## Історія
Після анексії провінції Сінд Ост-Індська компанія організувала на її території свою адміністрацію. Комісаром був призначений англійський аристократ сер Генрі Бартл Фрер. 1851 року він провів реформу поштової служби. Створено низку постійних ліній зв'язку з поштовими станціями з широким штатом піших та кінних листонош. Бувши великим шанувальником англійського реформатора поштової справи сера Роуленда Гілла, комісар звернувся до уряду Бомбея, якому підкорялася провінція Сінд, по дозвіл провести поштову реформу в провінції. Однак йому відмовили, мотивуючи це відсутністю грошей у скарбниці, та рекомендували знайти можливості на місці. Розцінивши цю відповідь як надану свободу дій, Фрер разом із поштмейстером Карачі Ліїсом Кофеєм вирішили випустити паперові знаки поштової оплати. Марки випустили 1 липня 1852 року.

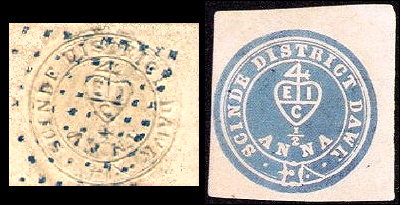
«Білий Сінд» и «Блакитний Сінд»

Пізніше з'ясувалося, що папір, використаний для виготовлення марок, дуже тендітний, а кругла форма незручна. Поштові чиновники вирішили друкувати марки на більш еластичному білому папері. Однак практика показала, що знаки оплати білого кольору губилися на білих конвертах, особливо при обробці листів у вечірній та нічний час. Тоді Фрер вирішив замовити партію марок відомої поліграфічної фірми «De La Rue & Company» в Лондоні. Вони надрукували опуклі марки синього кольору.
У вересні 1854 року за розпорядженням генерал-губернатора Індії обіг марок провінції Сінд припинений, а залишки екземплярів мали бути знищені. Майже одночасно у жовтні того ж року в Калькутті вийшла перша серія марок із портретом королеви Вікторії. Вони використовувалися по всій території Британської Індії.

## Філателістична цінність
Хоча знаки поштової оплати Сінду належали одній провінції, вони вважаються першими марками Індії та у всіх каталогах значаться під номером 1.

Протягом 1852—1854 років поштова служба Сінду використала кілька тисяч поштових мініатюр, проте до сьогодні збереглися одиниці. Перший випуск (червоного кольору) довгий час був невідомий у негашеному вигляді. Лише при аукціонному продажі колекції Моріса Бурруса в 1963 році негашений екземпляр вперше був представлений філателістам і тоді ж проданий за 1500 фунтів стерлінгів. Пізніше ця марка ще кілька разів з'являлася на аукціонах, і в 1995 році в Сінгапурі на аукціоні в період виставки «Сінгапур-95» змінила власника за 100 000 сінгапурських доларів. Поки що це єдиний відомий негашений екземпляр. У каталозі « Міхель» за 2003 рік вона оцінена в 100 000 євро. У гашеному вигляді марка оцінена в 12 000 євро. Гашені екземпляри зазвичай поганого стану.

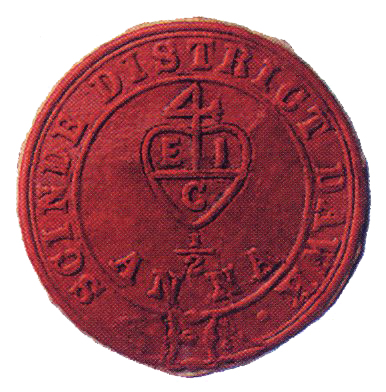
Негашений екземпляр «Червоного Сінду»
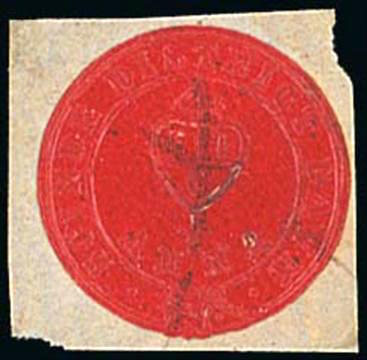
Екземпляр, погашений пером хрест-навхрест

## Підробки
Оскільки марка є цінною, то підробок цих рідкісних марок дуже багато. Найлегше виявити підробки без тиснення на папері. Інші грубі підробки демонструють невідповідність другої літери «A» на слові ANNA чи «K» на слові DAWK; а в інших підробках «1/2» не відділяється від центральної емблеми у формі серця.